# 蚊群
《蚊群》（英語：Mosquitoes）是威廉·福克纳的第二部长篇小说，1927年发表。全书有六部分，包括《序言》、《尾声》，中间由《第一天》、《第二天》、《第三天》、《第四天》组成。该书写一次湖上出游，众人空谈艺术、爱情和死亡，一对男女弃舟上岸后遇到蚊群叮咬，只得重回船上，写法上模仿奥尔德斯·赫胥黎。这些作品展现出一些初级的实验性技巧，采用封闭式写法，人物的性格在书中得到了集中刻画。